# Malaki Branham

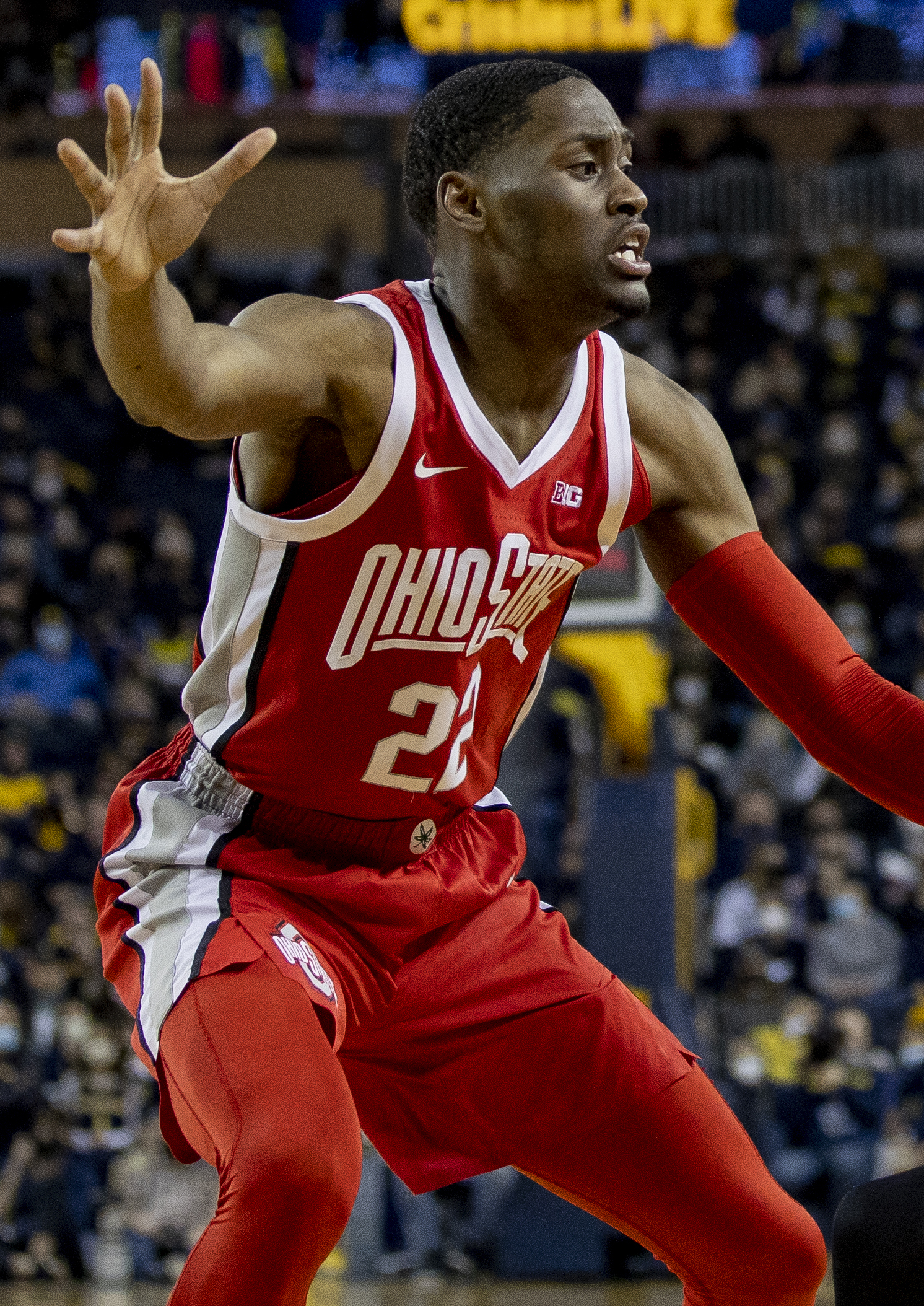
Malaki Branham, 2022.

Malaki Lamar Branham, född 12 maj 2003 i Columbus i Ohio, är en amerikansk professionell basketspelare (SG/SF) som spelar för Washington Wizards i National Basketball Association (NBA). Han har tidigare spelat för San Antonio Spurs.
Branham draftades av San Antonio Spurs i första rundan i 2022 års draft som 20:e spelare totalt.
Innan han blev proffs studerade Branham vid Ohio State University och spelade för universitetets idrottsförening Ohio State Buckeyes.